# 勸世良言
《勸世良言》是英華書院畢業生清朝基督教傳教士梁發所著的一本闡發基督教教義和宣傳基督教的書籍。英國傳教士馬禮遜負責修訂,由現位於香港的英華書院印刷。共九卷九萬餘字。該書籍於1832在廣州刊行。1836年，洪秀全在廣州通過閱讀勸世良言首次接觸基督教，為將來創立拜上帝會奠定基礎。

## 外部連結
- McNeur, George Hunter (1874-1953)  :《梁發傳  (附勸世良言) = Life of Leung Faat with "Good Words Exhorting Mankind"》. 香港 : 基督教輔僑出版社, 1959. （页面存档备份，存于）  基督教文藝出版社藏書,  香港浸會大學圖書館. 華人基督宗教文獻保存計劃.